# Manovra di Kristeller
La manovra di Kristeller è una manovra ostetrica eseguita durante il parto in contemporanea con la contrazione, e consiste nell'applicazione di una spinta a livello del fondo dell'utero con lo scopo di facilitare l'espulsione della testa fetale in fase espulsiva avanzata. La manovra è un eponimo del ginecologo tedesco Samuel Kristeller (1820–1900) che per primo la descrisse nel 1867.
Anche se è tutt'oggi molto utilizzata, spesso anche nei casi di non urgenza, tale manovra non è esente da rischi tanto che in molti stati europei è vietata dalla legge. In Italia ne è fortemente sconsigliata l'adozione nel parto vaginale dopo cesareo sebbene in occasione di distocie (anomalie nello svolgimento del parto), tale manovra può risultare ammissibile.
Anche se rara, la complicanza più temuta è la rottura dell'utero; possono verificarsi con maggior frequenza lacerazioni perineali causate dalla rapida espulsione della testa fetale. Tale manovra trova pertanto indicazione soltanto quando ci sia urgenza di espletare il parto e la testa fetale si trovi già al piano perineale.